# Borisz Vasziljevics Szpasszkij
 Ez a cikk a sakkjátszmák algebrai lejegyzését alkalmazza.
Borisz Vasziljevics Szpasszkij (oroszul: Борис Васильевич Спасский, nemzetközileg ismert nevén Boris Spassky, Leningrád, 1937. január 30. – 2025. február 27.) szovjet-francia-orosz sakkozó, nemzetközi nagymester, 1969 és 1972 között a sakk tizedik hivatalos világbajnoka, csapatban hatszoros olimpiai aranyérmes, kétszeres Európa-bajnok.
Kétszer nyerte meg a szovjet sakkbajnokságot (1961-ben és 1973-ban), kétszer pedig (1956-ban és 1963-ban) holtversenyben végzett az élen, de a rájátszásban alulmaradt. Hét alkalommal volt világbajnokjelölt.
2003-ban beválasztották a World Chess Hall of Fame (Sakkhírességek Csarnoka) tagjai közé.
1976-ban telepedett le Franciaországban harmadik feleségével, 1978-ban kapott francia állampolgárságot. 2012-ben visszatért Moszkvába és orosz állampolgárságot kapott. 2014-től orosz színekben indulhat nemzetközi sakkversenyeken.

## Pályája kezdetén
Ötéves korában, egy vonaton tanult meg sakkozni, amely a német csapatok fenyegette Leningrád (a mai Szentpétervár) lakóit menekítette ki. (A helyszínről a források nem egyeznek, van, amelyik szerint a leningrádi Úttörő Palotában tanult meg sakkozni, más forrás szerint az Urálban, ahol a háborút vészelte át.)
Hamarosan Szpasszkij vált a legígéretesebb szovjet sakkcsodagyerekké Mihail Botvinnik óta. Először tízévesen vonta magára a figyelmet, amikor egy szimultánon legyőzte a szovjet bajnok Botvinniket.
Kezdetben a tiszteletnek örvendő mester és oktató Vlagyimir Zak volt a trénere. Tízesztendős korától rendszeresen napi öt órát is foglalkozott sakkal, mesterszintű edzőktől tanulva. Rekordokat állított fel: tízévesen lett első osztályú versenyző, 11 évesen mesterjelölt és 15 évesen mester. 1952-ben, 15 éves korában 50 százalékos teljesítményt nyújtott a nagyon erős szovjet bajnokság elődöntőjében, és második lett az ugyancsak nagy neveket felvonultató leningrádi sakkbajnokságban.

## Fiatal nagymester

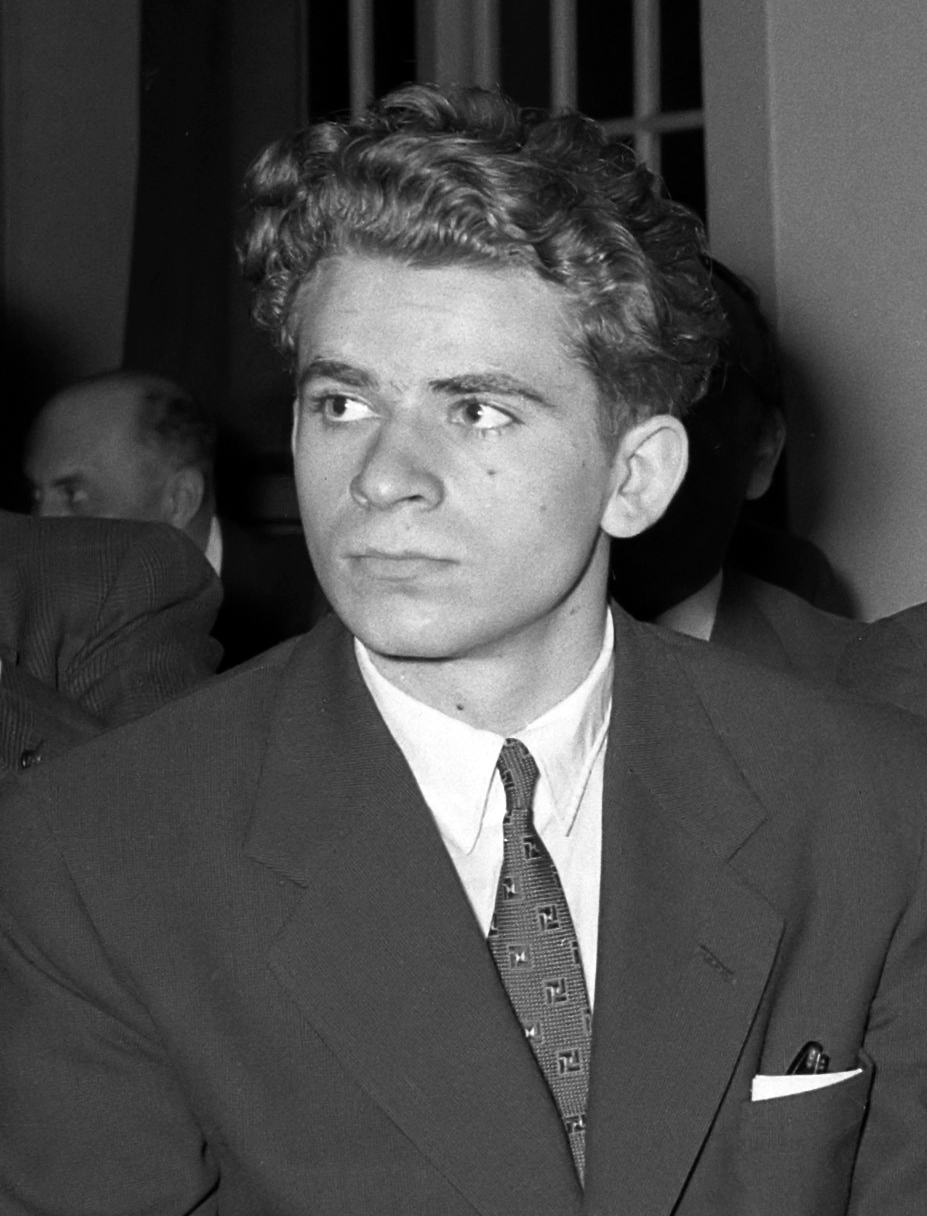
Borisz Szpasszkij (1956)

Tizenhat évesen nagyon jól szerepelt egy erős bukaresti tornán (amelyet későbbi mestere, Alekszandr Tolus nyert meg): Borisz 19 pontból 12-t szerezve a 4–6. helyen végzett. A FIDE-től megkapta a nemzetközi mesteri címet. A szovjet sakkbajnokság döntőjében először 1955-ben próbálkozott és a lehetséges 19 pontból 11 és felet megszerezve a 3-6. helyet szerezte meg. (A tornát holtversenyben Vaszilij Szmiszlov és Jefim Geller nyerte.) Ezzel a kiváló eredménnyel kvalifikációt szerzett az ugyanabban az évben tartott göteborgi zónaközi versenyre.
Tizennyolc évesen, ellentmondást nem tűrő 14/16-os eredménnyel megnyerte a 20 év alatti sakkozók számára Antwerpenben rendezett junior sakkvilágbajnokságot. Ezzel az eredménnyel nagymester lett, a valaha volt legfiatalabb sakkozó, aki megszerezte ezt a címet.
Göteborgban 20 játszmából 11 ponttal a 7–9. helyen zárta a zónaközi versenyt, ami azt jelentette, hogy bejutott az 1956-ban Amszterdamban rendezett világbajnokjelöltek versenyére, amely a világbajnok kihívójának személyéről döntött. A tíz csúcsszintű sakkozó közt a 3–7. helyen végzett, ami meghökkentő eredménynek számított egy 19 éves fiatalembertől. Pedig nagy nyomást jelentett a számára, hogy részvételét nagy várakozások övezték.
Az 1956-os szovjet bajnokság Leningrádban tartott döntőjében Szpasszkij 11½/19-es eredménnyel Mark Tajmanovval és Jurij Averbahhal már az élen végzett.  A rájátszást azonban Tajmanov nyerte, és ő lett a bajnok. Később ugyanebben az évben Szpasszkij Tolussal holtversenyben nyert meg egy erős leningrádi tornát.

## A karrier megtorpanása
A következő években Szpasszkij hullámvölgybe került. Nem jutott be a két következő zónaközi verseny egyikébe sem, 1958-ban, illetve 1961-ben.
Az 1957-es szovjet bajnoki döntőben 13/21-es eredménnyel csak 4–5. lett. A versenyt Mihail Tal nyerte, aki Szpasszkijjal körülbelül egykorú volt, de korábban lassabban haladt. Ezekben az években azonban Tal megelőzte Szpasszkijt és 1960-ban a világbajnoki címet is megszerezte.
Az 1958-as szovjet bajnokság döntőjében egymással kerültek szembe és az idegfeszítő utolsó játszmában Szpasszkij elbukott, egyben elveszítve a zónaközi versenyen való részvétel jogát is: a játszma jórészében nála volt az előny, de a borítékolás után kihagyott egy nehéz nyerési lehetőséget, utána meg visszautasította a döntetlent. Ha nyer, bejut a zónaközi versenyre, ha döntetlent ér el, Jurij Averbahhal együtt a negyedik helyet szerzi meg és rájátszásban még akkor is helyet vívhatott volna ki a zónaközin.
1958–1961 között nem sikerültek a versenyei. Ez az időszak összekapcsolódik első házassága válságával, amely 1961-ben válással ér véget. Trénerével, Tolus nagymesterrel is megszakítja a kapcsolatot. Erről az időszakról ő maga így ír: „Nagyon kemény három évem volt 1959 és 1961 között. Minden energiámat elvette ez a három év és semmi pozitívat nem tudtam felmutatni. ”
Kiemelkedő eredmények azért ebben az időszakban is akadtak a pályafutásában. 1959-ben Szmiszlovval és Bronstejnnel holtversenyben első helyezést ért el Moszkvában az Aljechin-emlékversenyen, holtversenyben Tallal második lett Petroszján mögött a 26. szovjet bajnokságon. 1960-ban Fischerrel holtversenyben két pont előnnyel első Mar del Platában, és itt első versenyjátszmájuk alkalmával le is győzi Fischert. Ugyanakkor ezúttal sem sikerül kvalifikálnia magát a világbajnokság versenysorozatába, mert csak az 5–6. helyet szerzi meg az 1961. évi szovjet bajnokságon.

### Világbajnoki kihívó
1961-ben a támadó stílusú Tolus helyett a nyugodt stratéga Igor Bondarevszkij lett a trénere. A váltás sikerét jelzi, hogy másfél pont előnnyel szerzi meg élete első szovjet bajnoki címét. Elsőségét 1963-ban a 31. szovjet bajnokságon megismétli. 1964-ben Belgrádban egy erős versenyt nyer másfél pont előnnyel Korcsnoj és Borislav Ivkov előtt, és egyedüli első helyezést ér el a hét legerősebb szovjet játékos részvételével rendezett szovjet zóna versenyén, amellyel kiharcolta a zónaközi versenyen való indulás jogát.
Négyes holtversenyben az első helyen végzett az 1964-es Amszterdamban rendezett zónaközi versenyen, ezzel továbbjutott a világbajnokjelöltek versenyének párosmérkőzéses szakaszára. Itt először Paul Keres ellen győzött 6–4-re, majd Jefim Geller ellen veretlenül 5,5–2,5-re, végül a világbajnokjelöltek versenyének döntőjében Mihail Tal ellen is győzni tudott 7–4 arányban, ezzel kiharcolta a regnáló világbajnok Tigran Petroszján kihívásának jogát.
A Petroszján elleni párosmérkőzésen Szpasszkijt tartották az esélyesebbnek. Nemcsak azért, mert a világranglistán ő állt az élen, Petroszján pedig ekkor csak a 8. volt, hanem azért is, mert játékában egyaránt megtalálhatók voltak az áldozatoktól sem visszariadó taktikai elemek, és a mély pozíciós, stratégiai elképzelések. A 7. és a 10. játszmát Petroszján nyerte, és a mérkőzés felénél két pont előnnyel , 7–5-re vezetett. Szpasszkij szívós játékkal a 13. és a 19. játszmát megnyerve kiegyenlített, azonban a 20. és a 22. játszma ismét Petroszjáné volt. A 23. játszma megnyerésével Szpasszkij szépített, de a 12,5–11,5 arányú végeredmény azt jelentette, hogy Petroszján megvédte világbajnoki címét.

### Világbajnok

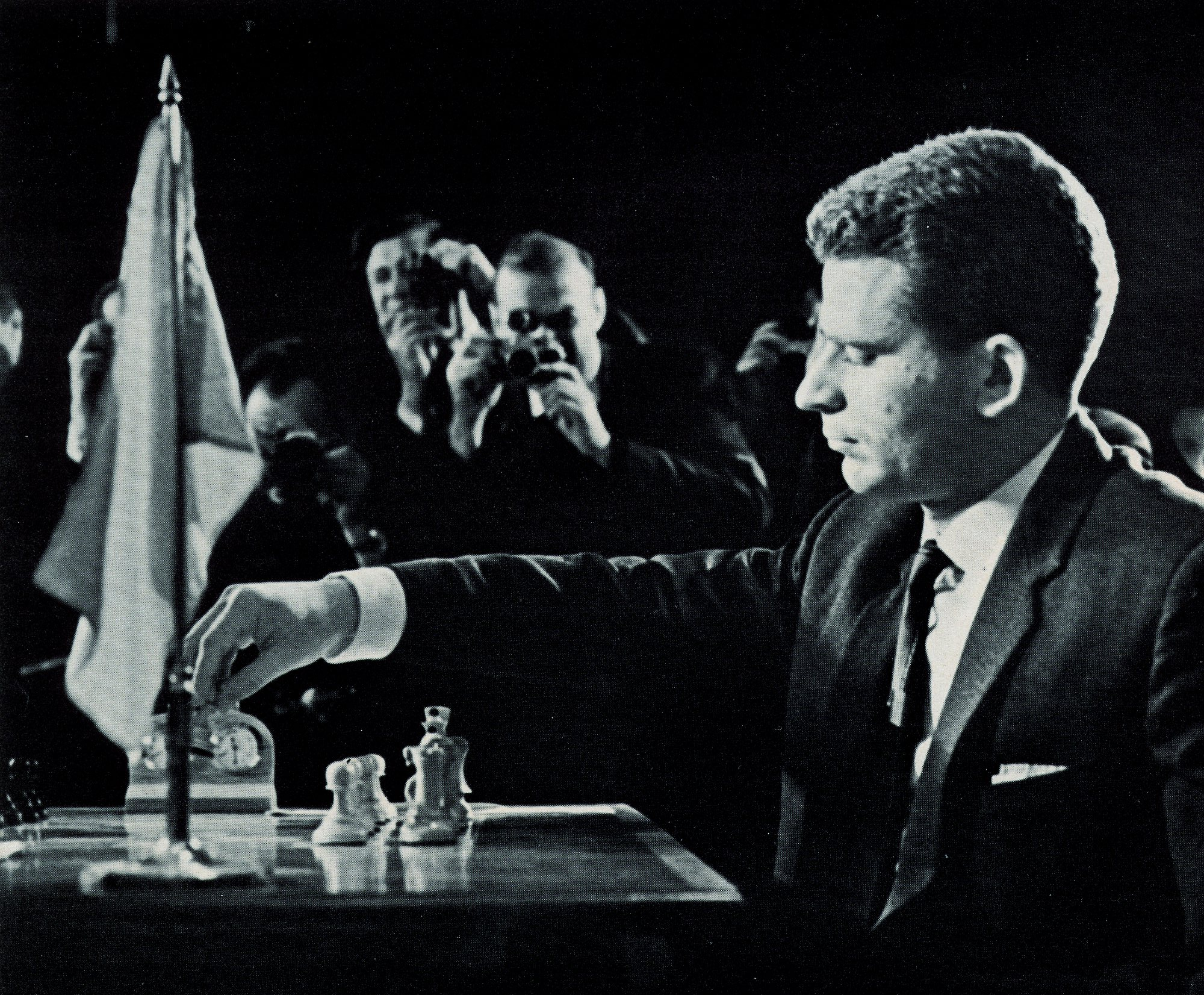
Borisz Szpasszkij világbajnok (1969)

Világbajnoki döntősként a következő világbajnoki ciklusban közvetlenül a világbajnokjelöltek versenyének párosmérkőzéses szakaszába jutott. Először Jefim Geller ellen játszott, és hasonlóan az előző világbajnokjelölti mérkőzésükhöz, most is veretlenül 5,5–2,5 arányban győzte le. Az elődöntőben Bent Larsen ellen ugyanilyen arányban diadalmaskodott, majd a világbajnokjelölti döntőben Viktor Korcsnoj ellen győzött meggyőző 6,5–3,5 arányban. Ezzel másodszor is jogot szerzett arra, hogy a világbajnoki címért mérkőzhessen Petroszjánnal.
Az 1969-es sakkvilágbajnokság döntőjében ezúttal egyenlőnek ítélték a két versenyző esélyeit, amit alátámasztott az is, hogy Szpasszkij ekkor a 3. helyen állt a világranglistán Bobby Fischer és Viktor Korcsnoj mögött, de Petroszján közvetlenül mögötte állt a 4. helyen.
Petroszján nyerte ugyan az 1. játszmát, de a 4., az 5. és a 8. játszmában aratott győzelmével ezúttal Szpasszkíj szerzett két pontos előnyt. Ezt Petroszján a 10. és az 1. játszmában kiegyenlítette, így a mérkőzés félidejében 6–6-ra álltak. Szpasszkij a 17. és a 19. játszmában győzni tudott, és hiába szépített Petroszján a 20. játszmában, a 21. játszmában aratott győzelmével Szpasszkijnak már csak egy pontra volt szüksége a cím elnyeréséhez, amit két döntetlennel sikerült is elérnie. Ezzel a 12,5–10,5 arányú győzelmével elhódította a világbajnoki címet, és ő lett a sakkozás tizedik hivatalos világbajnoka.
Az ezt követő időszakban több nagy verseny megnyerésével bizonyította azt, hogy méltán viseli a világbajnoki címet. Másfél pont előnnyel nyerte az 1969-ben San Juanban rendezett nagymesterversenyt, 1970-ben megnyerte a Leidenben rendezett négyes körversenyt, maga mögé utasítva Donnert, Bent Larsent és Botvinniket. Lev Polugajevszkijjel együtt osztott első helyezést ért el az IBM hagyományos amszterdami versenyén, és osztott első helyezést ért el Kanada nyílt bajnokságán.

### Az évszázad sakkmérkőzése
1972-ben a hidegháború csúcsán az egész világ figyelme a Fischer–Szpasszkij sakkvilágbajnoki párosmérkőzés felé fordult. Első alkalommal történhetett meg az, hogy a szovjet sakkozók 1948 óta tartó hegemóniáját sikerülhet megtörni. Fischer olyan követelésekkel állt elő, amelyek majdnem az egész mérkőzés elmaradását eredményezték, és személyesen maga Henry Kissinger akkori amerikai külügyminiszter győzködte a mérkőzésen való részvételre. Nagyrészt ennek hatására néhány órával az első játszma megkezdése előtt meg is érkezett Reykjavíkba, a mérkőzés helyszínére. Szpasszkij mögött is a teljes szovjet politikai vezetés felsorakozott, minden eszközt biztosítottak felkészüléséhez és a mérkőzésen való szerepléséhez.
Az első játszmát egy döntetlen színezetű végjátékban váratlanul Szpasszkij nyerte, a második játszmára Fischer nem állt ki a játékteremben elhelyezett tévékamerák miatt. Így Szpasszkij már 2–0 arányban vezetett. Fischer az egész mérkőzést csak akkor volt hajlandó folytatni, ha a kamerákat eltávolítják a teremből. A harmadik játszmát egy kis hátsó szobában játszották, és ezt Fischer nyerte. Ezután visszaköltöztek a színpadra, miután a kamerákat eltávolították. Fischer ezt követően megállíthatatlan volt: megnyerte az 5., a 6., a 8. és a 10. játszmát, míg Szpasszkijnak csak a 11. játszmában sikerült szépítenie. A mérkőzés félidejében az állás 7–5 volt Fischer javára. A mérkőzés második félidejében Szpasszkijnak már nem sikerült egyetlen játszmában sem nyernie, míg Fischernek ez két alkalommal, a 13. és a 21. játszmában sikerült, így alakult ki a 12,5–8,5 arányú végeredmény. Fischer ezzel elhódította a világbajnoki címet, és megszakította a szovjet sakkozók 1948 óta tartó hegemóniáját.

### Exvilágbajnok
Az elvesztett világbajnoki cím után Szpasszkijnak többször már nem sikerült közvetlenül a cím közelébe kerülnie. A következő világbajnoki ciklusban mint az előző döntő vesztese közvetlenül a világbajnokjelöltek versenyének 1974-ben rendezett párosmérkőzéses szakaszában indulhatott, és az első körben győzni tudott az amerikai Robert Byrnes ellen 4,5–1,5-re, de a második körben 7–4 arányú vereséget szenvedett a később világbajnoki címet szerző Anatolij Karpovtól.
Az 1976/78-as világbajnoksági ciklusban a zónaközi versenyen indulhatott, ahol azonban csak a 10. helyet szerezte meg. Ennek ellenére mégis indulhatott a világbajnokjelöltek versenyének párosmérkőzéses szakaszában, amit annak köszönhetett, hogy Fischer nem állt ki Karpov ellen az 1975-ös párosmérkőzésre, és a következő ciklusban sem volt hajlandó elindulni. Az ő helyére léphetett Szpasszkij, mint olyan, aki Karpovtól szenvedett utoljára vereséget az előző világbajnokjelölti tornán.
Igyekezett élni az ölébe hullt lehetőséggel, és ennek megfelelően először a csehszlovák Vlastimil Hort ellen nyert 8,5–7,5 arányban, majd Portisch Lajos ellen győzött 8,5–6,5-re. A világbajnokjelöltek versenyének döntőjében kapott csak ki Viktor Korcsnojtól 10,5–7,5 arányban.
Az 1981-es sakkvilágbajnoksági ciklusban mint az előző világbajnokjelölti verseny döntőse, közvetlenül a párosmérkőzéses szakaszban indulhatott. Ismét Portisch Lajossal került szembe, akivel azonban ezúttal nem bírt. A mérkőzés 7–7-re végződött, de az előzetesen elfogadott szabályok szerint Portisch jutott tovább, mert több játszmát nyert sötéttel.
Az 1984-es sakkvilágbajnoksági ciklusban már három zónaközi versenyt rendeztek, amelyekről csak az első két helyezett jutott tovább. Szpasszkij a Tolucában rendezett tornán fél ponttal maradt el az előtte holtversenyben végző Portisch és Eugene Torre mögött, így elesett a továbbjutástól.
Az 1987-es sakkvilágbajnoksági ciklusban a világbajnokjelöltek körmérkőzéses tornájának a francia Montpellier adott otthont. Ezen a versenyen Szpasszkij a rendezők szabadkártyájával indulhatott el, és a 6. helyen végzett. Ez volt utolsó részvétele a világbajnokságok versenysorozatában.

### Az évszázad mérkőzésének visszavágója
1992-ben Bobby Fischer 20 év kihagyás után hajlandó volt újra asztalhoz ülni, és visszavágót játszani Szpasszkijjal. A Montenegróban és Belgrádban játszott mérkőzésen Fischer +10 –5 =15 (17,5 – 12,5) arányban győzött.

### Utolsó szereplései

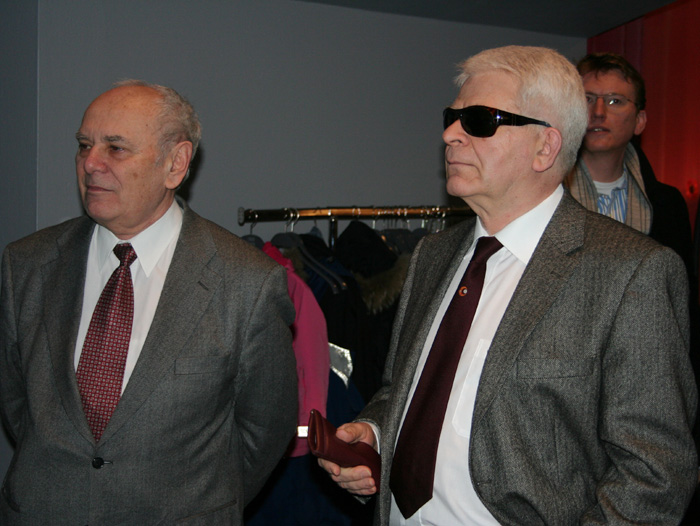
Portisch és Szpasszkij (2008)

1993-ban párosmérkőzést játszott az akkor 17 éves Polgár Judittal, és 5,5–4,5 arányban vereséget szenvedett.
2006. októberben kisebb agyvérzést kapott San Franciscóban egy előadása során. Felépülése után 2007. áprilisban egy hat játszmából álló rapidmérkőzést játszott Portisch Lajossal. 2010-ben egy komolyabb agyvérzésen esett át, amely miatt a bal oldala lebénult. Ezt követően egy hosszabb rehabilitációs programra Franciaországba utazott, majd onnan tisztázatlan körülmények között Moszkvába távozott.

## Versenyeredményei

### Egyéni versenyei
| Év        | Város             | Verseny                             | +  | − | =  | Eredmény | Helyezés |
| --------- | ----------------- | ----------------------------------- | -- | - | -- | -------- | -------- |
| 1948      | Minszk            | Ifjúsági verseny                    |    |   |    |          | 1        |
|           | Leningrád         | Leningrád ifjúsági bajnoksága       | 10 | 2 | 3  | 11½/15   | 1—2      |
| 1952      | Leningrád         | Leningrád bajnoksága                | 6  | 0 | 7  | 9½/13    | 2        |
| 1953      | Bukarest          | Nemzetközi verseny                  | 8  | 3 | 8  | 12/19    | 4—6      |
| 1954      | Leningrád         | Össz-szövetségi mesterverseny       | 10 | 0 | 5  | 12½/15   | 1        |
| 1955      | Moszkva           | 22. szovjet bajnokság               | 7  | 3 | 9  | 11½/19   | 3—6      |
|           | Antwerpen         | Junior világbajnokság elődöntő      | 6  | 1 | 0  | 6/7      | 1        |
|           | Antwerpen         | Junior világbajnokság döntő         | 7  | 0 | 2  | 8/9      | 1        |
|           | Göteborg          | Zónaközi verseny                    | 7  | 5 | 8  | 11/20    | 7—9      |
| 1956      | Leningrád         | 23. szovjet bajnokság               | 7  | 1 | 9  | 11½/17   | 1—3      |
|           | Amszterdam        | Világbajnokjelöltek versenye        | 3  | 2 | 13 | 9½/18    | 3—7      |
| 1957      | Moszkva           | 24. szovjet bajnokság               | 7  | 2 | 12 | 13/21    | 4—5      |
| 1958      | Riga              | 25. szovjet bajnokság               | 7  | 4 | 7  | 10½/18   | 5—6      |
| 1959      | Tbiliszi          | 26. szovjet bajnokság               | 8  | 2 | 9  | 12½/19   | 2—3      |
|           | Moszkva           | Nemzetközi verseny                  | 4  | 1 | 6  | 7/11     | 1—3      |
|           | Leningrád         | Leningrád bajnoksága                | 11 | 0 | 6  | 14/17    | 1        |
|           | Riga              | Nemzetközi verseny                  | 10 | 0 | 3  | 11½/13   | 1        |
| 1960      | Leningrád         | 27. szovjet bajnokság               | 5  | 4 | 10 | 10/19    | 9—10     |
|           | Mar del Plata     | Nemzetközi verseny                  | 12 | 0 | 3  | 13½/15   | 1—2      |
|           | Kiszlovodszk      | CSz DSzo bajnoksága                 | 8  | 0 | 7  | 11½/15   | 1        |
| 1961      | Moszkva           | 28. szovjet bajnokság               | 7  | 4 | 8  | 11/19    | 5—6      |
|           | Leningrád         | Leningrád bajnoksága                | 8  | 0 | 10 | 13/18    | 1—2      |
|           | Baku              | 29. szovjet bajnokság               | 10 | 1 | 9  | 14½/20   | 1        |
| 1962      | Havanna           | Nemzetközi verseny                  | 11 | 0 | 10 | 16/21    | 2—3      |
|           | Jereván           | 30. szovjet bajnokság               | 9  | 3 | 7  | 12½/19   | 5        |
| 1963      | Leningrád         | 31. szovjet bajnokság               | 5  | 0 | 14 | 12/19    | 1—3      |
| 1964      | Amszterdam        | Zónaközi verseny                    | 13 | 2 | 8  | 17/23    | 1—4      |
|           | Szocsi            | Csigorin-emlékverseny               | 5  | 1 | 9  | 9½/15    | 4        |
|           | Belgrád           | Nemzetközi verseny                  | 9  | 0 | 8  | 13/17    | 1        |
| 1965      | Szocsi            | Csigorin-emlékverseny               | 6  | 0 | 9  | 10½/15   | 1—2      |
| 1965/1966 | Hastings          | Nemzetközi verseny                  | 6  | 0 | 3  | 7½/9     | 1        |
| 1966      | Szocsi            | Csigorin-emlékverseny               | 6  | 2 | 7  | 9½/15    | 5—6      |
|           | Santa Monica      | Nemzetközi verseny Piatigorsky-kupa | 5  | 0 | 13 | 11½/18   | 1        |
| 1967      | Beverwijk         | Nemzetközi verseny                  | 7  | 0 | 8  | 11/15    | 1        |
|           | Szocsi            | Csigorin-emlékverseny               | 5  | 0 | 10 | 10/15    | 1—5      |
|           | Winnipeg          | Nemzetközi verseny                  | 2  | 0 | 7  | 5½/9     | 3—4      |
| 1968      | Palma de Mallorca | Nemzetközi verseny                  | 10 | 1 | 6  | 13/17    | 2—3      |
| 1969      | San Juan          | Nemzetközi verseny                  | 8  | 0 | 7  | 11½/15   | 1        |
|           | Palma de Mallorca | Nemzetközi verseny                  | 3  | 0 | 14 | 10/17    | 5        |
|           | Leiden            | Nemzetközi verseny                  | 2  | 0 | 10 | 7/12     | 1        |
| 1971      | Göteborg          | Nemzetközi verseny                  | 5  | 0 | 6  | 8/11     | 3        |
|           | Moszkva           | Aljechin-emlékverseny               | 4  | 2 | 11 | 9½/17    | 6—7      |
|           | Vancouver         | Kanada nyílt bajnoksága             |    |   |    | 9/11     | 1        |
| 1973      | Tallinn           | Nemzetközi verseny                  | 4  | 1 | 10 | 9/15     | 3—6      |
|           | Dortmund          | Nemzetközi verseny                  | 5  | 1 | 9  | 9½/15    | 1—3      |
|           | Amszterdam        | Nemzetközi verseny                  | 4  | 1 | 10 | 9/15     | 4        |
|           | Szocsi            | Csigorin-emlékverseny               | 5  | 0 | 10 | 10/15    | 2        |
|           | Moszkva           | 41. szovjet bajnokság               | 7  | 1 | 9  | 11½/17   | 1        |
| 1974      | Solingen          | Nemzetközi verseny                  | 4  | 1 | 9  | 8½/14    | 3—4      |
| 1975      | Tallinn           | Nemzetközi verseny                  | 5  | 1 | 9  | 9½/15    | 2—3      |
|           | Moszkva           | Aljechin-emlékverseny               | 6  | 1 | 8  | 10/15    | 2        |
| 1976      | Manila            | Zónaközi verseny                    | 4  | 3 | 12 | 10/19    | 10—13    |
| 1978      | Bugojno           | Nemzetközi verseny                  | 6  | 1 | 8  | 10/15    | 1—2      |
|           | Montilla          | Nemzetközi verseny                  |    |   |    | 6½/9     | 1        |
|           | Tilburg           | Nemzetközi verseny                  | 2  | 2 | 7  | 5½/11    | 6—8      |
| 1979      | München           | Nemzetközi verseny                  | 5  | 1 | 7  | 8½/13    | 1—4      |
|           | Montréal          | Montreal 1979 nemzetközi verseny    | 4  | 5 | 9  | 8½/18    | 5—6      |
|           | Tilburg           | Nemzetközi verseny                  | 1  | 1 | 9  | 5½/11    | 5—8      |
|           | Buenos Aires      | Nemzetközi verseny                  | 4  | 1 | 8  | 8/13     | 2—5      |
| 1980      | Bad Kissingen     | Nemzetközi verseny                  | 0  | 0 | 6  | 3/6      | 2—3      |
|           | Tilburg           | Nemzetközi verseny                  | 3  | 2 | 6  | 6/11     | 4—5      |
|           | Baden             | Nemzetközi verseny                  | 6  | 0 | 9  | 10½/15   | 4—5      |
| 1981      | Linares           | Nemzetközi verseny                  | 2  | 1 | 8  | 6/11     | 5—6      |
|           | Tilburg           | Nemzetközi verseny                  | 1  | 1 | 9  | 5½/11    | 6—8      |
| 1981      | Lugano            | Nemzetközi verseny (nyílt)          |    |   |    | 6½/9     | 3—11     |
|           | London            | Nemzetközi verseny                  | 3  | 3 | 7  | 6½/13    | 8—9      |
|           | Bugojno           | Nemzetközi verseny                  | 2  | 0 | 11 | 7½/13    | 4—5      |
|           | Torino            | Nemzetközi verseny                  | 2  | 2 | 8  | 6/12     | 5        |
| 1982      | Toluca            | Zónaközi verseny                    | 4  | 1 | 8  | 8/13     | 3        |
|           | Hamburg           | Nemzetközi verseny                  | 6  | 1 | 1  | 6½/8     | 2        |
| 1983      | Linares           | Nemzetközi verseny                  | 3  | 0 | 7  | 7½/10    | 1        |
|           | Nikšić            | Nemzetközi verseny                  | 3  | 1 | 10 | 8/14     | 3—4      |
|           | Tilburg           | Nemzetközi verseny                  | 1  | 1 | 9  | 5½/11    | 6—8      |
| 1983/1984 | Reggio Emilia     | Nemzetközi verseny                  | 2  | 1 | 8  | 6/11     | 5—7      |
| 1984      | Lugano            | Nemzetközi verseny (nyílt)          |    |   |    | 6½/9     | 6—11     |
|           | Bugojno           | Nemzetközi verseny                  | 2  | 1 | 10 | 7/13     | 4        |
|           | London            | Nemzetközi verseny (nyílt)          |    |   |    | 7/9      | 1—5      |
|           | Zürich            | Nemzetközi verseny nyílt)           |    |   |    | 5½/7     | 2—7      |
| 1985      | Reykjavík         | Nemzetközi verseny                  | 3  | 0 | 8  | 7/11     | 2—3      |
|           | Linares           | Nemzetközi verseny                  | 1  | 0 | 10 | 6/11     | 5        |
|           | Hollywood         | Nemzetközi verseny (nyílt)          |    |   |    | 10/12    | 1        |
|           | Montpellier       | Világbajnokjelöltek versenye        | 4  | 3 | 8  | 8/15     | 6—7      |
|           | Brüsszel          | Nemzetközi verseny                  | 8  | 0 | 5  | 10½/13   | 2        |
| 1986      | Bécs              | Nemzetközi verseny (nyílt)          | 3  | 0 | 6  | 6/9      | 3—9      |
|           | London            | Nemzetközi verseny                  | 1  | 0 | 12 | 7/13     | 4—7      |
|           | Szarajevó         | Nemzetközi verseny                  | 1  | 0 | 11 | 6½/12    | 5        |
|           | Bugojno           | Nemzetközi verseny                  | 1  | 1 | 12 | 7/14     | 4—6      |
|           | Somerset          | Nemzetközi verseny (nyílt)          |    |   |    | 9½/12    | 4—6      |
|           | Solingen          | Nemzetközi verseny                  | 3  | 1 | 7  | 6½/11    | 5—6      |
| 1986/1987 | Reggio Emilia     | Nemzetközi verseny                  | 1  | 0 | 10 | 6/11     | 2—5      |
| 1987      | Cannes            | Nemzetközi verseny                  | 1  | 0 | 8  | 5/9      | 3—4      |
|           | New York          | Nemzetközi verseny (nyílt)          |    |   |    | 7½/9     | 3—8      |
| 1988      | Wellington        | Nemzetközi verseny                  | 5  | 0 | 5  | 7½/10    | 1—3      |
|           | Belfort           | Nemzetközi verseny («világkupa»)    | 2  | 1 | 12 | 8/15     | 4—7      |
|           | Reykjavík         | Nemzetközi verseny («Világkupa»)    | 1  | 4 | 12 | 8/15     | 15—16    |
| 1989      | Barcelona         | Nemzetközi verseny («Világkupa»)    | 1  | 2 | 13 | 7½/16    | 8—12     |
|           | Clermont-Ferrand  | Nemzetközi verseny                  | 0  | 3 | 8  | 4/11     | 10—11    |
| 1990      | Linares           | Nemzetközi verseny                  | 1  | 4 | 6  | 4/11     | 9—11     |
|           | Salamanca         | Nemzetközi verseny                  | 4  | 0 | 7  | 7½/11    | 2        |
| 1991      | Montpellier       | Franciaország bajnoksága            | 5  | 1 | 9  | 9½/15    | 4—5      |
| 1998      | Hoogeveen         | Nemzetközi verseny                  | 0  | 1 | 5  | 2½/6     |          |
|           | Malmö             | Nemzetközi verseny                  | 0  | 1 | 8  | 4/9      | 7—8      |
| 1999      | Moszkva           | Petroszján-emlékverseny             | 0  | 0 | 9  | 4½/9     |          |
| 2000      | Párizs            | Nemzetközi verseny                  | 0  | 1 | 3  | 1½/4     |          |

### Párosmérkőzései
| Év        | Város        | Ellenfél                                                  | + | −  | =  | Eredmény |
| --------- | ------------ | --------------------------------------------------------- | - | -- | -- | -------- |
| 1965      | Riga         | Paul Keres (világbajnokjelölti negyeddöntő)               | 4 | 2  | 4  | 6:4      |
|           | Riga         | Jefim Geller (világbajnokjelölti elődöntő)                | 3 | 0  | 5  | 5½:2½    |
|           | Tbiliszi     | Mihail Tal (világbajnokjelöltek versenyének döntője)      | 4 | 1  | 6  | 7:4      |
| 1966      | Moszkva      | Tigran Petroszján (világbajnoki döntő)                    | 3 | 4  | 17 | 11½:12½  |
| 1968      | Szuhumi      | Jefim Geller (világbajnokjelölti negyeddöntő)             | 3 | 0  | 5  | 5½:2½    |
|           | Malmö        | Bent Larsen (világbajnokjelölti elődöntő)                 | 4 | 1  | 3  | 5½:2½    |
|           | Kijev        | Viktor Korcsnoj (világbajnokjelöltek versenyének döntője) | 4 | 1  | 5  | 6½:3½    |
| 1969      | Moszkva      | Tigran Petroszján (világbajnoki döntő)                    | 6 | 4  | 13 | 12½:10½  |
| 1972      | Reykjavík    | Bobby Fischer (világbajnoki döntő)                        | 3 | 7  | 11 | 8½:12½   |
| 1974      | San Juan     | Robert Byrne (világbajnokjelölti negyeddöntő)             | 3 | 0  | 3  | 4½:1½    |
|           | Leningrád    | Anatolij Karpov (világbajnokjelölti elődöntő)             | 1 | 4  | 6  | 4:7      |
| 1977      | Reykjavík    | Vlastimil Hort (világbajnokjelölti negyeddöntő)           | 2 | 1  | 13 | 9½:8½    |
|           | Genf         | Portisch Lajos (világbajnokjelölti elődöntő)              | 4 | 2  | 9  | 8½:6½    |
| 1977/1978 | Belgrád      | Viktor Korcsnoj (világbajnokjelöltek versenyének döntője) | 4 | 7  | 7  | 7½:10½   |
| 1980      | Mexikó       | Portisch Lajos (világbajnokjelölti negyeddöntő)           | 1 | 1  | 12 | 7:7      |
| 1992      | Sveti Stefan | Bobby Fischer («A XX. század revansmérközése»)            | 5 | 10 | 15 | 12½:17½  |

## Csapateredményei

### Szereplései a sakkolimpiákon
| Év   | Olimpia         | Helyszín                         | Ország        | Tábla   | Győzelem | Vereség | Döntetlen | %    | Helyezés csapat | Helyezés egyéni |
| 1962 | 15. sakkolimpia | Várna ( Bulgária)                | Szovjetunió   | 3.      | 8        | 0       | 6         | 78,6 | Aranyérem       | Aranyérem       |
| 1964 | 16. sakkolimpia | Tel-Aviv ( Izrael)               | Szovjetunió   | 2.tart. | 8        | 0       | 5         | 80,8 | Aranyérem       | Bronzérem       |
| 1966 | 17. sakkolimpia | Havanna ( Kuba)                  | Szovjetunió   | 2.      | 5        | 0       | 10        | 66,7 | Aranyérem       | 6.              |
| 1968 | 18. sakkolimpia | Lugano ( Svájc)                  | Szovjetunió   | 2.      | 6        | 0       | 8         | 71,4 | Aranyérem       | Bronzérem       |
| 1970 | 19. sakkolimpia | Siegen ( Németország)            | Szovjetunió   | 1.      | 7        | 0       | 5         | 79,2 | Aranyérem       | Aranyérem       |
| 1974 | 21. sakkolimpia | Nizza ( Franciaország)           | Szovjetunió   | 3.      | 7        | 0       | 8         | 73,3 | Aranyérem       | Ezüstérem       |
| 1978 | 23. sakkolimpia | Buenos Aires ( Argentína)        | Szovjetunió   | 1.      | 4        | 1       | 6         | 63,6 | Ezüstérem       | 11.             |
| 1984 | 26. sakkolimpia | Szaloniki ( Görögország)         | Franciaország | 1.      | 2        | 0       | 12        | 57,1 | 7.              | 30.             |
| 1986 | 27. sakkolimpia | Dubaj ( Egyesült Arab Emírségek) | Franciaország | 1.      | 4        | 0       | 10        | 64,3 | 10              | 16.             |
| 1988 | 28. sakkolimpia | Szaloniki ( Görögország)         | Franciaország | 1.      | 3        | 1       | 9         | 57,7 | 31.             | 31.             |

### Sakkcsapat világbajnokság
Egy alkalommal vett részt a sakkcsapat világbajnokságon a francia válogatott tagjaként 1985-ben, amelyen a csapat a 4. helyen végzett. Egyéni eredménye +3 –1 =5 61,1%-os teljesítmény, amely a 4. legjobb eredmény volt az 1. táblán.

### Európa-bajnokság
Két alkalommal vett részt a sakkcsapatok Európa-bajnokságán a szovjet válogatott színeiben. 1957-ben és 1973-ban is mind csapatban, mind egyéniben aranyérmet szerzett. Teljesítménye. 5 győzelem, 7 döntetlen, vereség nélkül, 70,8%-os győzelmi aránnyal.

### Bajnokcsapatok Európa Kupája
Legnagyobb sikerét 1990-ben az SG Solingen csapatával érte el, amikor megnyerték a kupát.

### Főiskolai sakkcsapat-világbajnokságok
1955–1962 között öt alkalommal játszott a szovjet válogatottban a főiskolai sakkcsapat-világbajnokságokon. Csapatban 4 arany és 1 ezüst, egyénileg  3 aranyérmet szerzett.

## Magánélete
Apai nagyapja Vlagyimir Alekszandrovics Szpasszkij (1869–1943?) ortodox pap a Kurszki kormányzóságban, 1912–1916 között az Állami Duma tagja. Apja Vaszilij Vlagyimirovics Szpasszkij (1906–1976) katona volt. Anyja Jekatyerina Petrovna Petrova (1905–1995) parasztcsaládból származott, pedagógus volt. Egy bátyja volt Georgij (1934), és egy húga Iraida  Szpasszkja, (1944–2025) aki az orosz dámajáték nagymestere, négyszeres szovjet, és a százkockás dámajáték világbajnoka volt.
Háromszor nősült, mindegyik házasságából született gyereke. 
- Első felesége (1959–1961) Nagyezsda Konsztantyinovna Latinceva (1937– ), akitől Tatyjana nevű lánya született 1960-ban.[62] A volt feleség feljelentéseket írogatott ellene, ezért Igor Bondarevszkij figyelmeztette: „Tudod, hogy utánad nagyon érdeklődik a KGB? Húzzál el innen!” Szpasszkij ekkor költözött Moszkvába.[63]
- Második felesége (1967–?) Larisza Zaharovna Szolovjova. Ebből a házasságából született fia Vaszilij Szolovjev-Szpasszkij, (1967–2024), zenei újságíró, az orosz írószövetség tagja.[64]
- Harmadik felesége (1975–) Marina Jurjevna Scserbacsova orosz származású francia állampolgár. Dmitrij Scserbacsov cári tábornok unokája. 1974-ben ismerkedett meg vele a francia nagykövetségen, ahol dolgozott.[65] Harmadik házasságából született legkisebb fia 1980-ban Franciaországban Borisz-Alekszandr-George, aki a Szentpétervári Állami Egyetem jogi fakultását végezte el.[66]

## Sakkelméleti munkássága
Az alábbi megnyitási változatok őrzik a nevét:
- Királyindiai védelem, Szimagin–Szpasszkij-változat ECO D62: 1.d4 Hf6 2.c4 g6 3.Hc3 Fg7 4.Hf3 d6 5.g3 O-O 6.Fg2 Hc6 7.O-O Ff5
- Lengyel védelem, Szpasszkij-csel ECO A40: 1.d4 b5 2.e4 Fb7 3.Fxb5
- Vezérindiai védelem, Szpasszkij-rendszer ECO E14: 1.d4 Hf6 2.c4 e6 3.Hf3 b6 4.e3
- Királyindiai védelem, Szpasszkij-változat ECO E60: 1.d4 Hf6 2.c4 g6 3.g3 Fg7 4.Fg2 d6 5.Hf3 O-O 6.Hc3 Hc6 7.O-O Ff5
- Grünfeld-védelem, Szpasszkij-változat ECO D87: 1.d4 Hf6 2.c4 g6 3.Hc3 d5 4.cxd5 Hxd5 5.e4 Hxc3 6.bxc3 Fg7 7.Fc4 O-O 8.He2 c5
- Tarrasch-védelem, Szpasszkij-változat ECO D34: 1. d4 d5 2.c4 e6 3.Hc3 c5 4.cxd5 exd5 5.Hf3 Hc6 6.g3 Hf6 7.Fg2 Fe7 8.O-O O-O 9.Fg5 cxd4 10.Hxd4
- Zukertort-védelem, Szpasszkij-változat ECO A05: 1.Hf3 Hf6 2.g3 b5

## Róla szóló könyvek
- Дамский Я. В. Король Борис Десятый. — М.: РИПОЛ Классик, 2004. — 404 с. — (Великие шахматисты мира). — ISBN 5-7905-3106-7.
- Каспаров, Г. К. Мои великие предшественники. — М.: РИПОЛ Классик, 2004. — Т. 3. — 381 с. — ISBN 5-7905-2979-8.
- Крогиус Н. В., Голубев А. Н., Гутцайт Л. Э. Борис Спасский. — М.: Центральный коллектор научных библиотек, 2000. — Т. 1. — 405 с. — ISBN 5-93260-006-3.
- Крогиус Н. В., Голубев А. Н., Гутцайт Л. Э. Борис Спасский. — М.: Центральный коллектор научных библиотек, 2000. — Т. 2. — 316 с. — ISBN 5-93260-007-1.

## Emlékezetes játszmái
- Boris Spassky vs Bobby Fischer, Santa Monica 1966, Grünfeld-védelem, csereváltozat (D87), 1–0 Fischer az éles játékban kiegyenlített, de egy apró hibát vétett, és Szpasszkij ezt kihasználta.
- Boris Spassky vs Efim Geller, Szuhumi világbajnokjelöltek mérkőzése 1968, 6. játszma, szicíliai védelem, zárt változat (B25), 1–0 Szpasszkij egyik győzelme a háromból Geller ellen. Ebben a játszmában Szpasszkij egyik kedvencét játszották.
- Boris Spassky vs Tigran Petrosian, világbajnoki döntő, Moszkva 1969, 19. játszma, szicíliai védelem, Najdorf-változat (B94), 1–0 Agresszív és kombinatív játékstílus mutatja Szpasszkij játékerejét.
- Bent Larsen vs Boris Spassky, Belgrád 1970 (Szovjetunió-Világválogatott mérkőzés), Nimzo–Larsen-támadás, modern változat (A01), 0–1 Egy gyors győzelem a kiváló nagymester ellen.
- Boris Spassky vs Bobby Fischer, Siegen olimpia 1970, Grünfeld-védelem, csereváltozat (D87), 1–0 Fischer ismét a Grünfeld-védelmet választja, és a játszma nagyon hasonlít az 1966-oshoz.
- Boris Spassky vs Bobby Fischer, világbajnoki döntő, Reykjavík 1972, 11. játszma, szicíliai védelem, Najdorf, mérgezett gyalog változat (B97), 1–0 Fischer egyetlen veresége kedvenc mérgezett gyalog változatában.
- Anatoly Karpov vs Boris Spassky, világbajnokjelöltek mérkőzése, Leningrád 1974, 1. játszma, szicíliai védelem, scheveningeni változat (B83), 0–1 Szpasszkij elvesztette a mérkőzést, de ezzel a győzelemmel erősen kezdett.